# 最後の証人 (柚月裕子)
『最後の証人』（さいごのしょうにん）は、柚月裕子の推理小説。
佐方貞人シリーズの第1作目であり、検事を辞めて弁護士となった佐方貞人が法廷に立って事件の真相を明らかにするリーガル・サスペンス作品。
帯には柚木自身が尊敬する横山秀夫の推薦文も掲載された。横山秀夫はめったに推薦文をよせないということで知られていたため、掲載が決定した時はとても信じられず、「本当ですか？」と何度も編集者に確認したという。
発行部数は13万部を超えた。
2015年、本作を原作としたテレビドラマが放送された。詳しくは「佐方貞人シリーズ#テレビドラマ」を参照。

## あらすじ
佐方は12年ぶりにこの米崎地裁に戻ってきた。しかしながら立場はあの頃とは全く逆、検事としてではなく弁護士として―。今回、佐方が弁護するのはホテルの一室で起きた刺殺事件の被告人である。物的証拠・状況証拠共に、被告人の有罪はほぼ間違いないとみられており、対決する検事・庄司真生も自信に満ち溢れているのがわかる。しかし佐方はこの事件がそんなに単純なものではないと感じていた。被告人の無罪を証明するためには、あるひとりの証人を出廷させ、証言させることができるかどうか。事件の裏側に隠された真相に辿り着いた時、この裁判の勝敗はそれで決まると佐方は確信していた。

## 登場人物
それぞれリンク先も参照のこと。

### メインとその関係者
佐方 貞人（さかた さだと）
元検事で今は中野に法律事務所をかまえる弁護士（いわゆる”ヤメ検”）。身なりには無頓着で、ぶっきらぼうな態度をとる。愛煙家で裁判の前日に深酒もするが、腕は確かで、今までも依頼人が満足する判決をほぼ勝ち取ってきた。
「罪をまっとうに裁かせることが正義」だと信じている。
小坂 千尋（こさか ちひろ）
佐方の弁護士事務所の優秀な事務員。弁護士志望で、現在は法科大学院の夜間に通っている。仕事を効率良くこなし、細かいところまで気を配ることができ、見た目も悪くなく依頼者達への礼儀も心得ている。しかしながら佐方にも臆することなく意見することもあるため、佐方が閉口してしまうこともある。
筒井（つつい）
検察庁公判部公判部長。庄司真生検事の上司。「法より人間をみろ」というのが口癖。
辺見（へんみ）
検事正。筒井の上司。
庄司 真生（しょうじ まお）
今回の事件で佐方と対決する米崎地検の女性検察官。推定30代前半。まっすぐな長い髪を後ろでひとつに束ねている。きびきびと動き、頭の回転も早い。保険会社の営業マンだった父親を、精神科に通院歴のある見ず知らずの大学生に刺殺された過去をもつ。大学生は心神喪失状態で不起訴になった。
庄司 洋子（しょうじ ようこ）
真生の母親。長年、慢性糸球体腎炎を患っている。現在は風邪から急性腎炎を引き起こして入院中。夫は真生が小学校6年生の時に亡くなったため、スーパーのパートから化粧品の訪問販売員（正社員）に職を変え、双方の実家にも頼らず1人で真生を育てた。
三宅 晃（みやけ あきら）
去年、米崎地検に採用された検察事務官。仕事は細かいが、性格はおおざっぱな男。「しょうがない」が口癖で、よくいえばポジティヴ、悪く言えば物事を深く考えない性格。

### 事故関係者とその周囲の人間
高瀬 光治（たかせ こうじ）
38歳の時、米崎市の隣りにある三森市（みもりし）の南側にある岡崎町（郊外型新興住宅地）に岡崎内科クリニックを開院した開業医。祖父と父も内科医だったが、父母は早くに胃癌で他界。祖父母も現在は他界していて兄弟もいないため、家族は妻の美津子と息子の卓のみ。高校卒業後、地元の大学に進学し、大学の付属病院に勤務後、独立した。身長175cm。
高瀬 美津子（たかせ みつこ）
旧姓：浜田。光治の大学の同期の妹。足を骨折して兄が勤める病院に通院していた時、光治と知り合った。2年付き合い、大学卒業後に結婚。目鼻立ちは小ぶりで派手ではないが、配置のバランスが良く品の良い顔立ち。勘がいい。
高瀬 卓
光治と美津子の息子。自発的で活発な子。雨の日に自転車で塾へ行き、車に轢かれて亡くなってしまう。事故当時小学校5年生。
直樹
卓の親友。事故の日、卓と一緒に自転車で帰っていた。
島津 邦明（しまづ くにあき）
卓を轢いた男。事故当時51歳。島津建設会社の代表取締役。その他にも、県の公安委員長、地元企業の代表者が在籍するロータリークラブの副幹事、NPO法人のゴルフクラブ顧問、市が設立している環境改善推進協会の副理事など様々な肩書を持つ。趣味は陶芸で、コレクターとして有名なだけでなく、自らが講師を務める島津陶芸教室も開講している。
丸山 秀雄（まるやま ひでお）
50歳はとうに過ぎていると思われる、卓の事故の担当刑事。くたびれたスーツに捻じれたネクタイ、ごま塩のひげが中途半端に伸びている。
村瀬 洋二（むらせ ようじ）
光治の大学時代の同期で大学病院の内科医。
久保（くぼ）
光治の大学時代の先輩で、大学病院で心臓の専門医として勤務している。陶芸の収集家。酒さえ飲まなければ誰もが認める人徳者。糖尿病を患っている。

### 裁判関係者
寺元 純一郎（てらもと じゅんいちろう）
裁判長。
村田 誠（むらた まこと）
右陪席の裁判官。
長岡 真紀（ながおか まき）
左陪席の裁判官。
田端 啓子（たばた けいこ）
検察側の証人。50歳前後。メタボリックの見本画像が撮れそうな腹回りをしている。高瀬夫婦の家の隣りに住んでいる。
宮本 良子（みやもと よしこ）
検察側の証人。栗色の髪の毛、太り気味の身体をしている。夫が会社役員で、上質なスーツに見るからに高価そうなアクセサリーをつけるなど、身なりは贅沢。島津陶芸教室で美津子と知り合った。
五十嵐 雅司（いがらし まさし）
検察側の証人。55歳。地元のタクシー会社に20年以上勤めているベテラン運転手。事件当日、米崎市にある現場のグランビスタホテルから被告人を乗せた。
田沢 広（たざわ ひろし）
検察側の証人。グランビスタホテルに勤めて6年目のベルボーイ。事件の第一発見者。
西脇 聡（にしわき さとし）
検察側の証人。県立医科大学法医学教室の教授。被害者の検視を行った。

## 書籍情報
- 単行本：宝島社、2010年5月10日発売、ISBN 978-4-79-667686-1
- 文庫本：宝島社文庫、2011年6月4日発売、ISBN 978-4-79-668364-7、解説：中条省平
- 文庫本【新装版】：角川文庫、2018年6月25日発売、ISBN 978-4-04-106658-4、解説：今野敏